# Vanderhall Motor Works
Vanderhall Motor Works — американский производитель транспортных средств, базирующийся в Прово, Юта. Выпускает трёхколёсные автомобили ручной работы.

## История
Компания Vanderhall Motor Works была основана в 2010 году Стивом Холлом. Холл, который был разработчиком CAD в Новатэке, потратил пять лет на создание прототипов, прежде чем предложить свои разработки широкой публике. Его первоначальной моделью была Laguna: трёхколесный родстер, который на федеральном уровне классифицируется как мотоцикл и прошёл финальные испытания для сертификации NHTSA и EPA в 2016 году. В том же 2016 году было выпущено ещё три модели: Laguna, Laguna Sport Premium и Laguna Bespoke Motoring Experience. Каждый из этих автомобилей оснащён 1,4-литровым турбодвигателем GM Family 0 в паре с шестиступенчатой автоматической трансмиссией.
12 июня 2023 года попытка Vanderhall Motor Works получить доменное имя завершилась неудачей vanderhall.com через процесс UDRP. Ответчик по этому делу зарегистрировал доменное имя в 2000 году, и доменное имя совпадает с фамилией ответчика «ван дер Холл».

## Модельный ряд

### Laguna
Vanderhall Laguna был анонсирован в 2012 году. Сборка началась в 2016 году.

### Venice
Vanderhall Venice был представлен в 2017 году с антиблокировочной системой.

### Edison 2
Edison 2 является электромобилем на базе Venice.

### Venice Speedster
Venice Speedster был анонсирован в 2018 году на ежегодном ралли Стерджис.

### Carmel
Carmel выпускается с 2019 года.

### Brawley
Четырёхмоторный электромобиль-внедорожник.

## Концепт-кары
- Yuma
- Speeder
- Mammoth
- Laduna
- Catalina
- Balboa
- Indio